# Dècada del 1200

## Esdeveniments
- Guerra sagnant entre la Xina i Mongòlia
- La quarta de les croades: conquesta de Constantinoble i massiu saqueig
- Fundació d'Amsterdam
- Composició del poema del Mio Cid
- Comencen les hostilitats contra el catarisme
- Fundació dels franciscans

## Personatges destacats
- Maimònides, filòsof i rabí jueu
- Genguis Kan
- Jaume I